# Cantieri Culturali alla Zisa

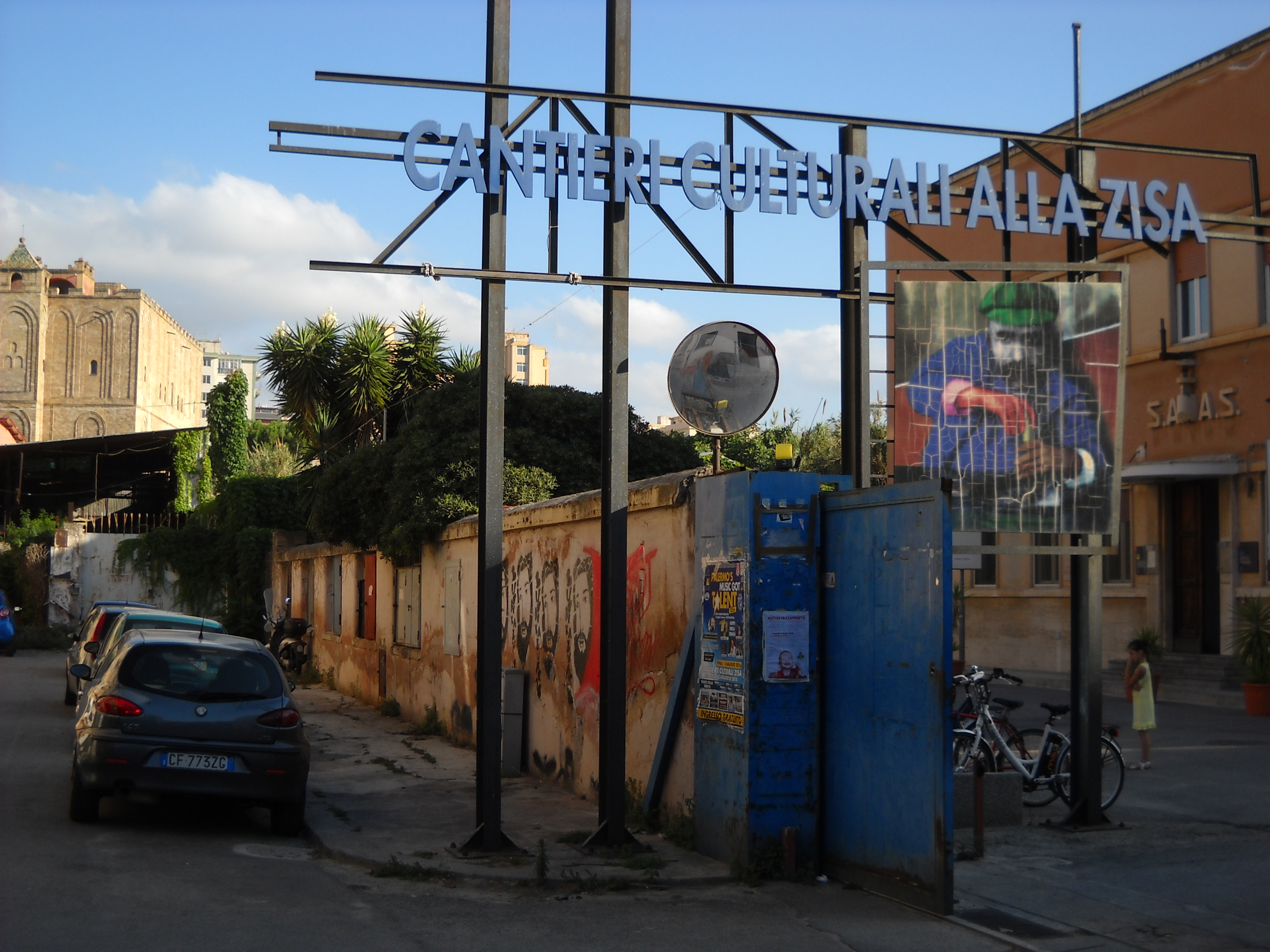
Cantieri Culturali della Zisa di Palermo, ingresso da via Paolo Gili.

I Cantieri Culturali alla Zisa (ex Officine Ducrot) sono un'ex area industriale di Palermo, realizzata da Vittorio Ducrot. Oggi ospita eventi espositivi e culturali.
Insieme all'ex stabilimento chimico all'Arenella è uno degli esempi principali di archeologia industriale presenti a Palermo.

## Storia

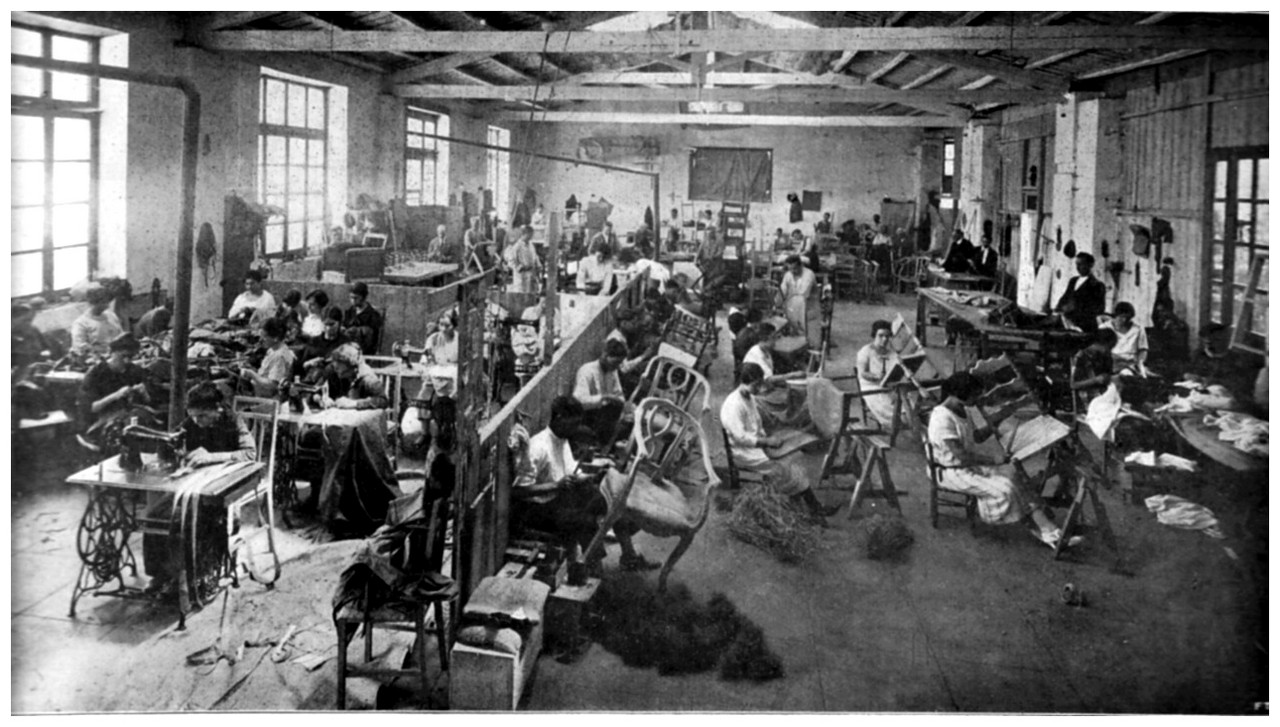
Il reparto tappezzeria della fabbrica di mobili Ducrot, Palermo 1927.

La struttura venne costruita tra la fine dell'Ottocento e i primi anni del Novecento, per ospitare le Officine Ducrot e lo Studio Ducrot, comprendendo 23 capannoni su un'area di 55 000 mq. Grande l'importanza storica ed economica di quest'area, con il mobilificio che ospitò fino a mille operai, e dove furono realizzate opere in legno e metallo in stile liberty disegnate dell'architetto palermitano Ernesto Basile. Alcuni di questi mobili vennero utilizzati come arredi dei saloni delle navi da crociera della Flotta Florio e per gli arredi di Palazzo Montecitorio. Il Basile poi fu sostituito dal suo allievo Giuseppe Spatrisano.
Ospitarono negli anni '30 anche l'Aeronautica Sicula. Nel 1939 spazi e attività furono ceduti da Ducrot a un imprenditore genovese. Dopo la seconda guerra mondiale lo stabilimento entrò in crisi e si riconvertì nelle produzioni ferroviarie, ma fallì definitivamente negli anni '60. 
Negli anni '70 parte dell'area fu destinata a edilizia popolare e alcuni padiglioni demoliti. L'area rimanente fu acquisita nel 1995 dal comune di Palermo.

## Descrizione
Oggi quest'area è data in gestione dal Comune, ed è utilizzata come spazio espositivo per eventi teatrali, musicali, cinematografici e iniziative culturali di ogni genere. L'area attualmente ospita la sede dell'Institut français de Palerme, il centro culturale tedesco Goethe-Institut, l'Istituto Gramsci Siciliano (con la relativa biblioteca) e la sede palermitana della Scuola Nazionale di Cinema appartenente al Centro Sperimentale di Cinematografia.

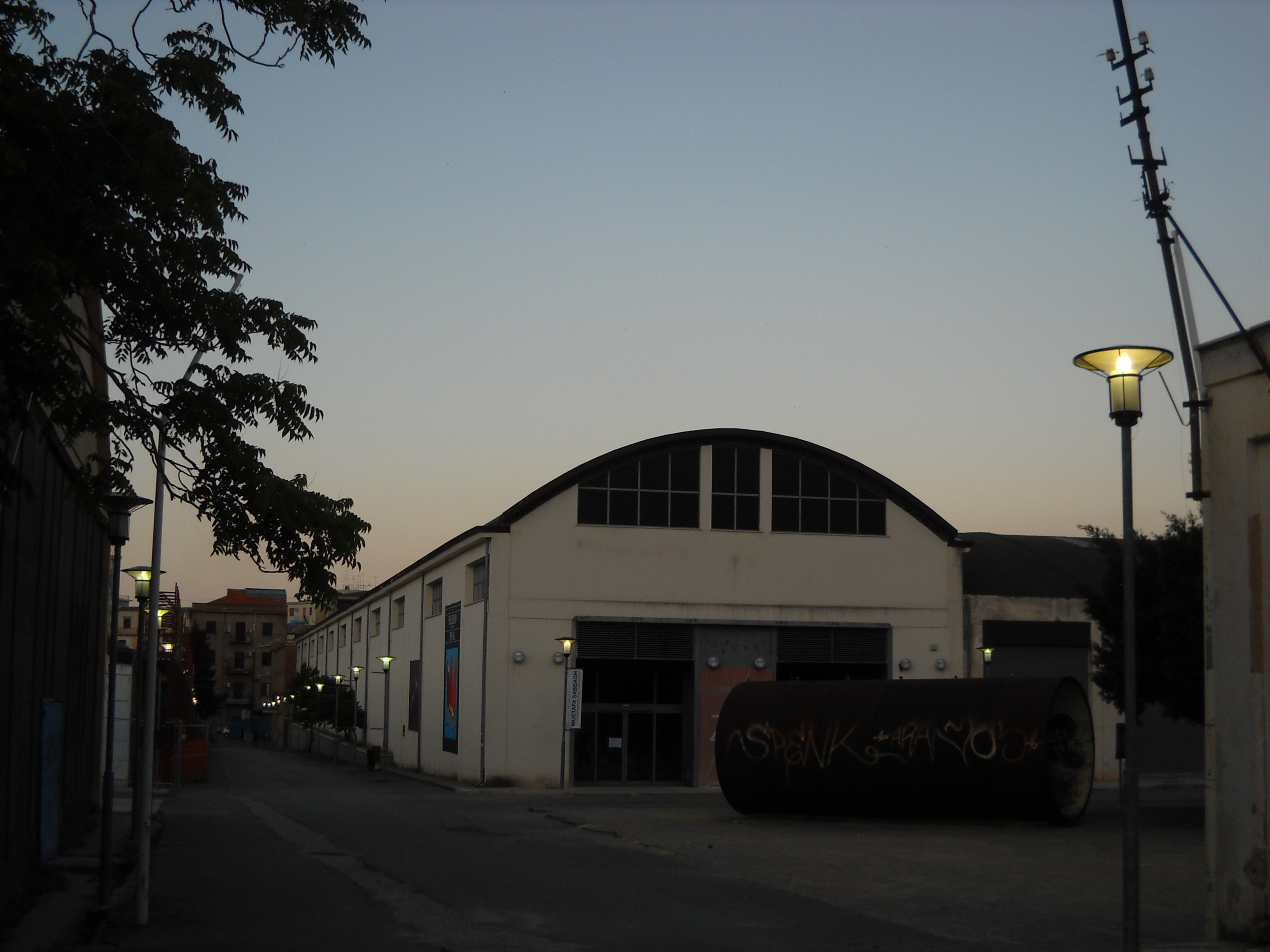
Cantieri Culturali della Zisa di Palermo padiglione ZAC, la sera.

Dal 2004 nei padiglioni Galleria Bianca, Grande Vasca, sala Blu Cobalto, Spazio nuovo e Spazio Ducrot, ha sede l’Accademia di belle arti di Palermo con i laboratori "storici" dei corsi di scultura, pittura, scenografia, progettazione della moda, design grafico, e dei corsi innovativi di Audio Video e Multimedia, progettazione dei sistemi espositivi e museali ed infine il corso di fotografia. 
Dal 2012 è sede anche di ZAC_ Zisa Zona Arti Contemporanee, nonché del primo cinema pubblico siciliano – intitolato a Vittorio De Seta – e della Filmoteca regionale, dello Spazio Michele Perriera, dell'Associazione Ester Mazzoleni, oltreché sede di manifestazioni internazionali come il Sicilia Queer Filmfest, Soleluna - Un ponte tra le culture, e dell'Efebo d'Oro. 
Dal 5 marzo 2017 è sede del Centro Internazionale di Fotografia diretto da Letizia Battaglia e, nel quadro del programma di Palermo Capitale italiana della cultura, è stata inaugurata, presso il cinema De Seta, l'edizione palermitana di Manifesta.

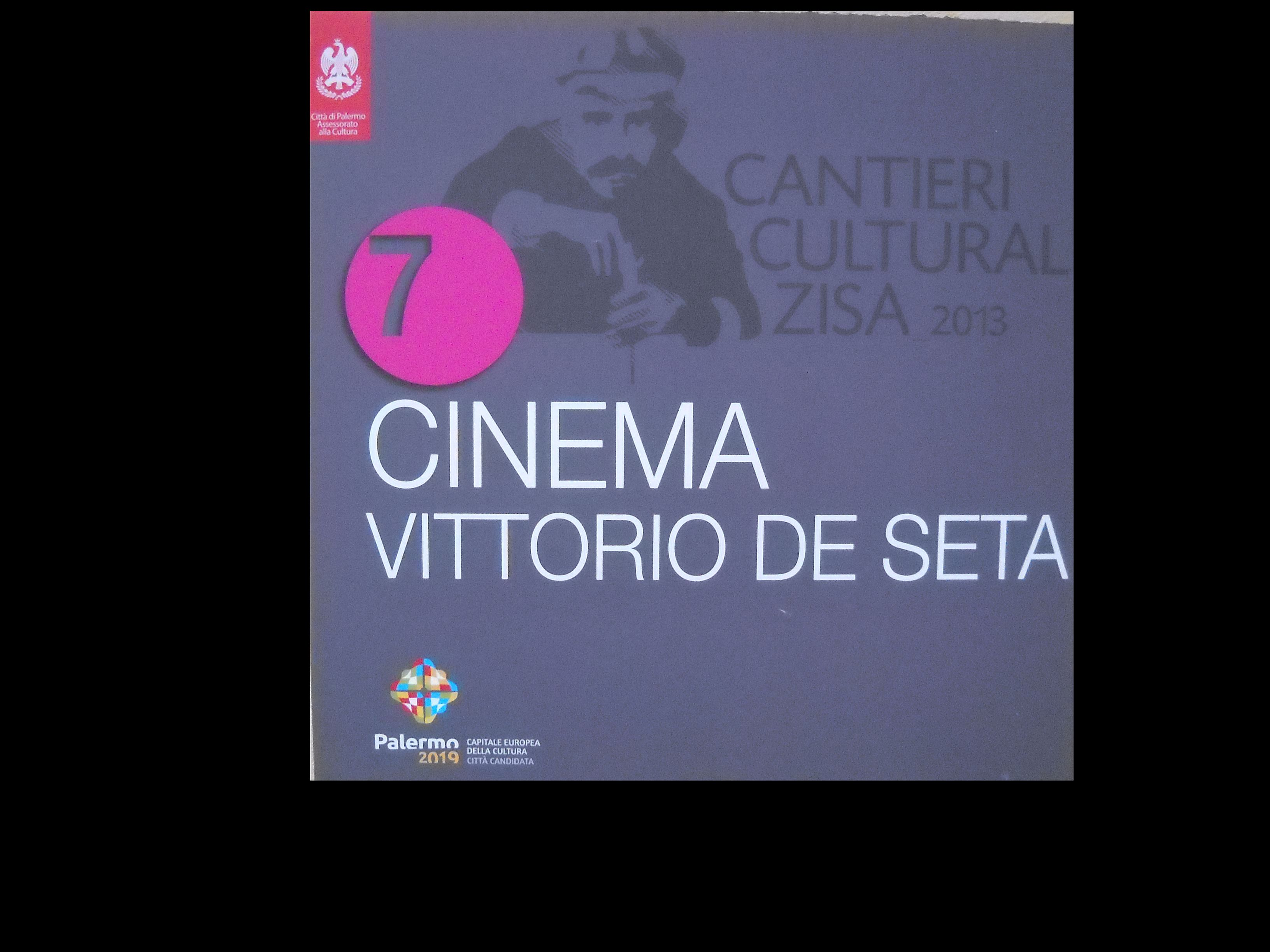
Cantieri Culturali della Zisa di Palermo Cinema De Seta, targa ingresso padiglione 7.

Nel 2018 è stato inaugurato lo Spazio Franco, dedicato alla creazione multidisciplinare, in cui si è svolta l'edizione annuale del Sabir Festival, dedicato alle culture mediterranee, ed è stato ospitato, inoltre, il Festival delle letterature migranti.
Nel 2019 è stato inaugurato uno spazio per la sezione regionale di Legambiente, ed è divenuta sede del MainOFF Festival dedicato alla musica elettronica e alle arti visive.
Dal 2022 vi ha sede Protego, un centro contro le discriminazioni basate su orientamento sessuale e identità di genere.

## Galleria d'immagini

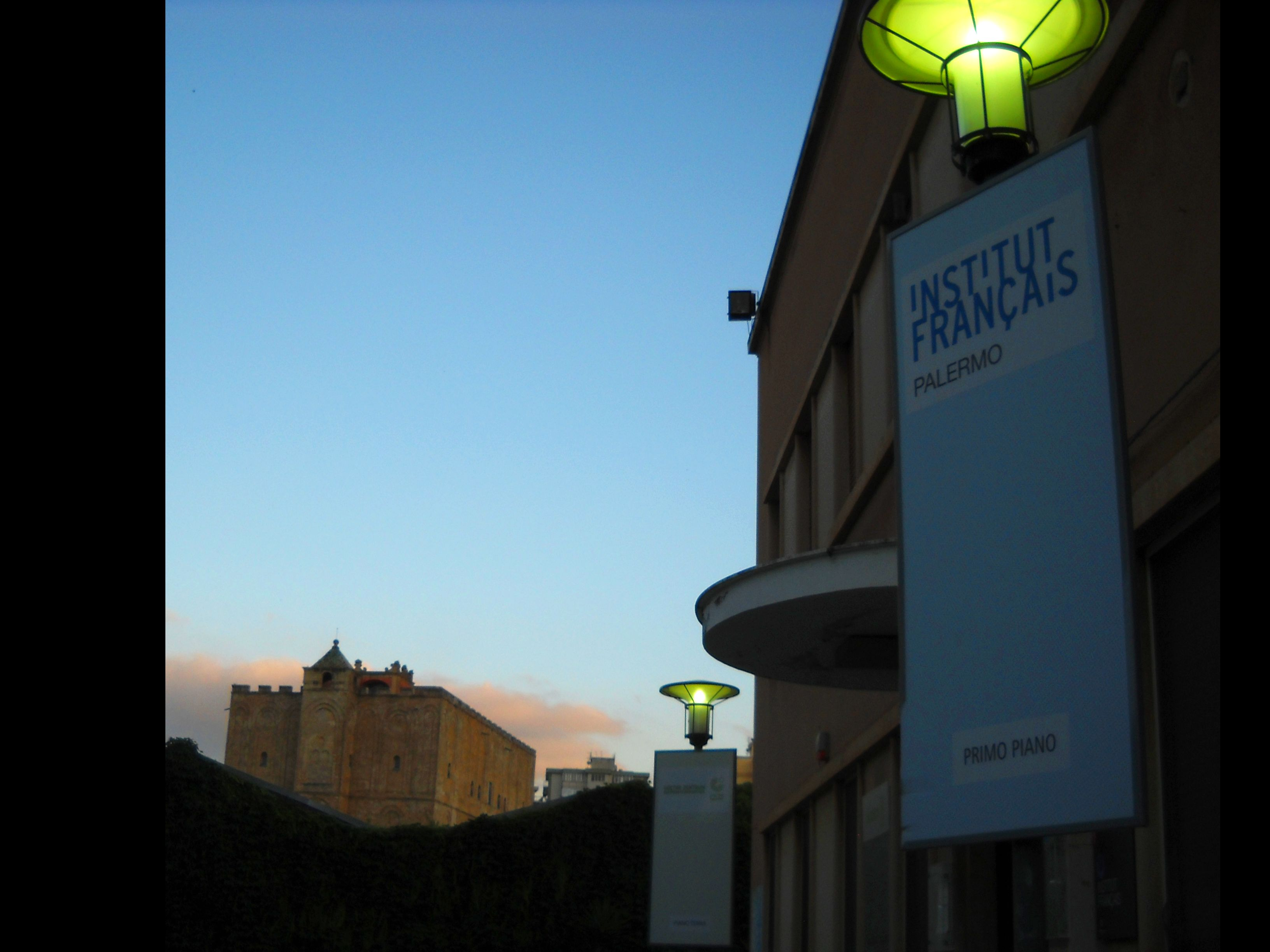
Cantieri Culturali della Zisa di Palermo: Sede dell'Institut français de Palerme, sullo sfondo la Zisa.
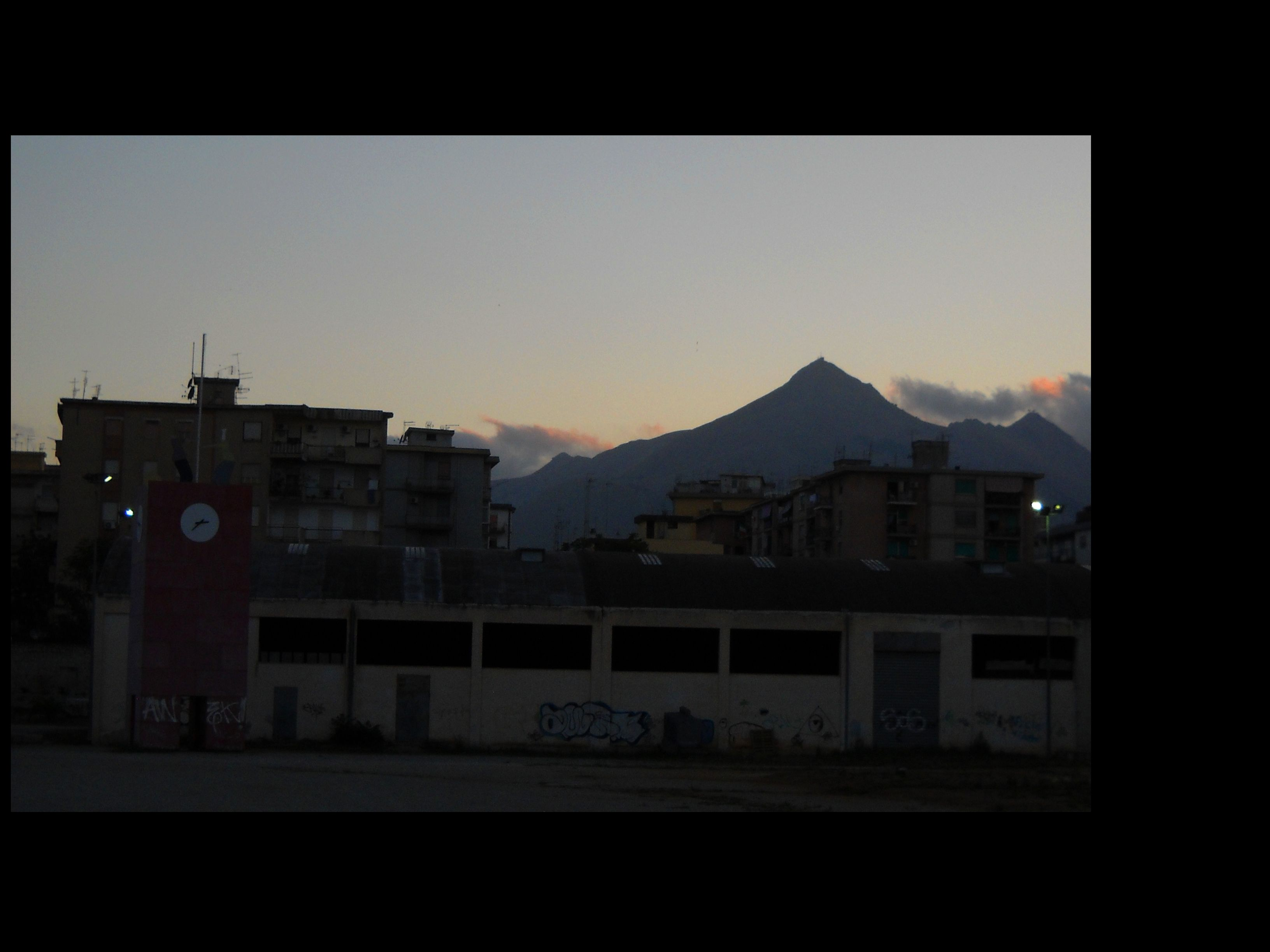
Cantieri Culturali della Zisa di Palermo: Torre Orologio, sullo sfondo Monte Cuccio.
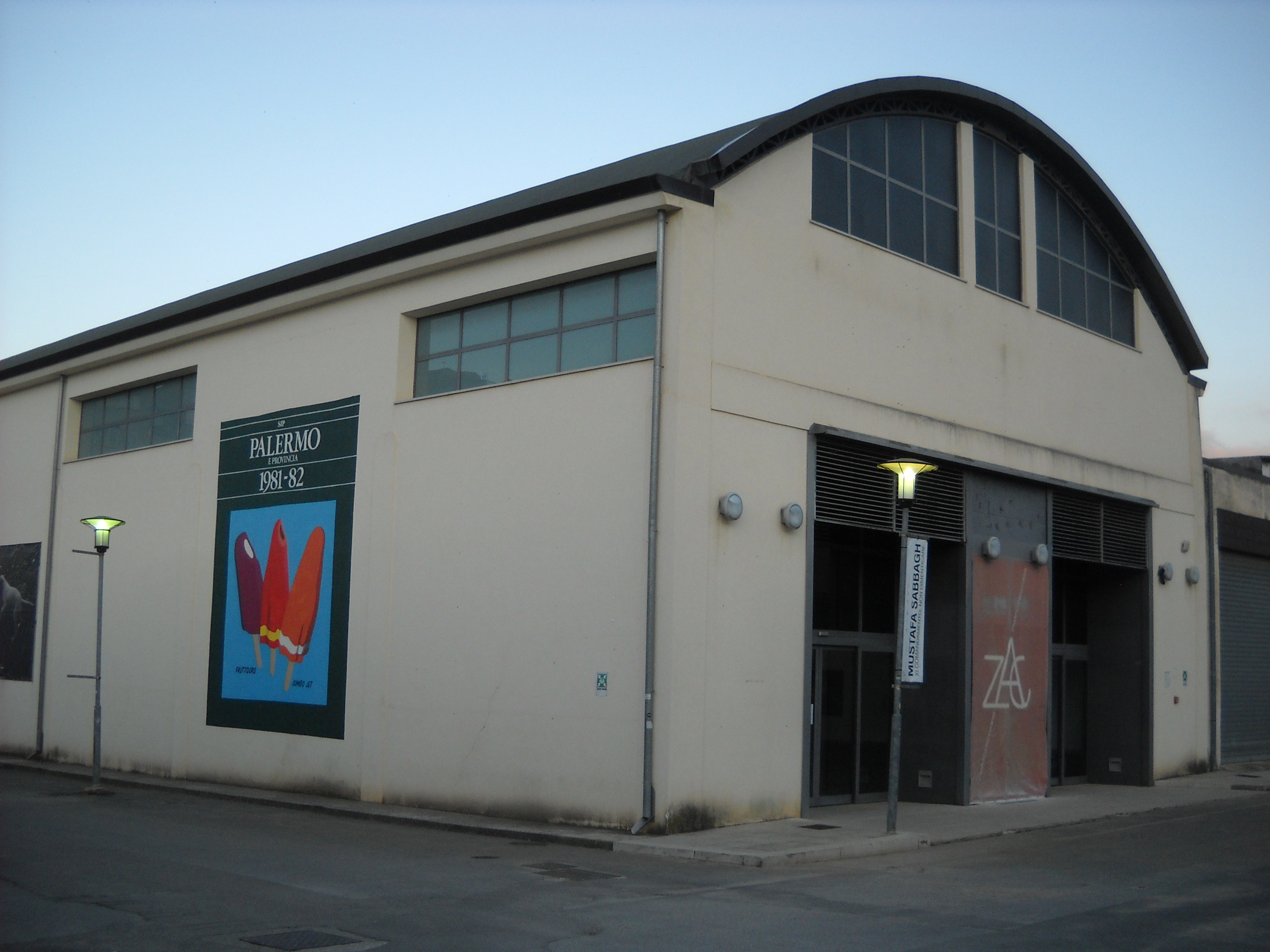
Cantieri Culturali della Zisa di Palermo: Padiglione ZAC (Zisa Arti Contemporanee).
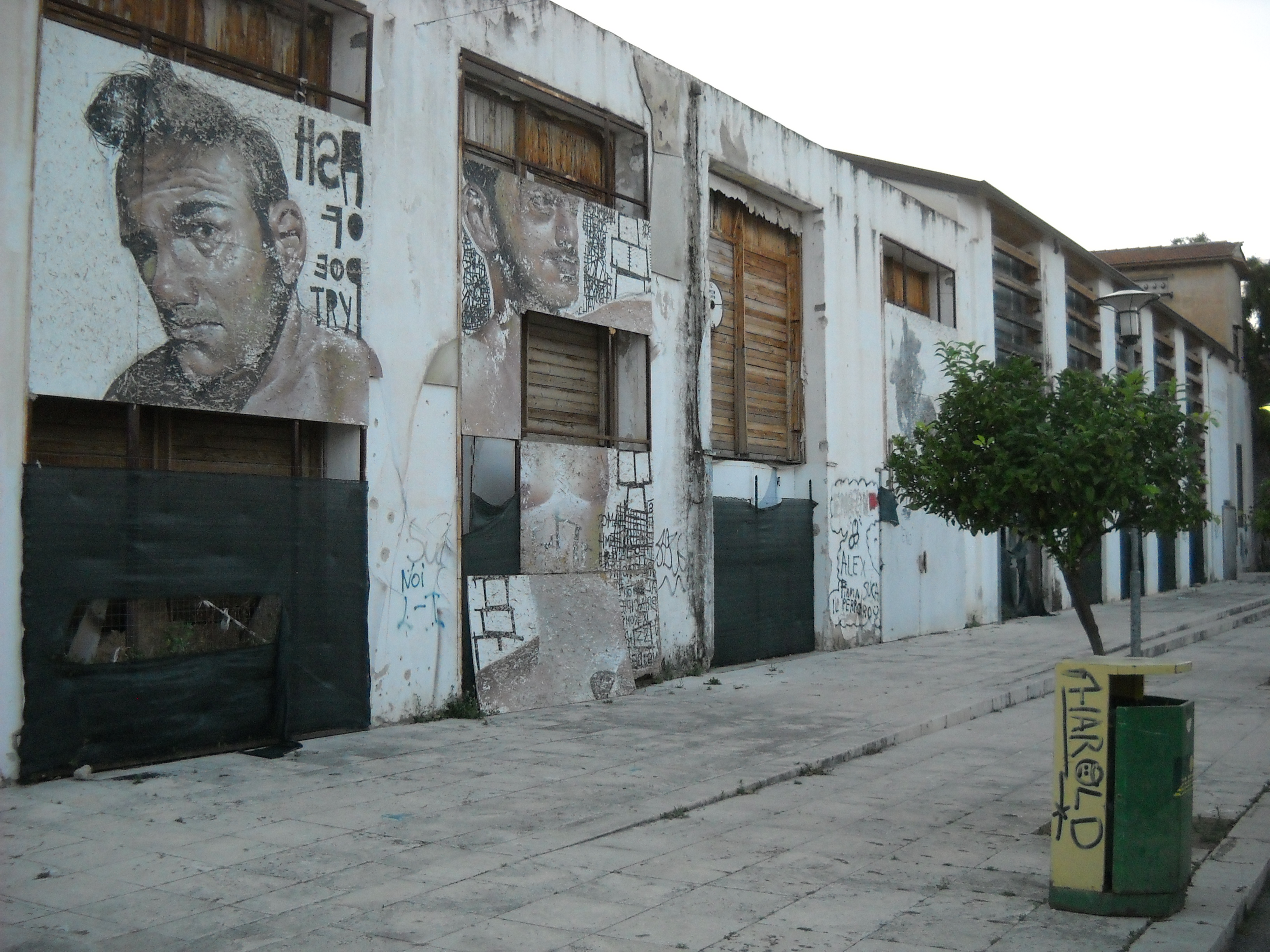
Cantieri Culturali della Zisa di Palermo: Padiglione Spazio Zero.
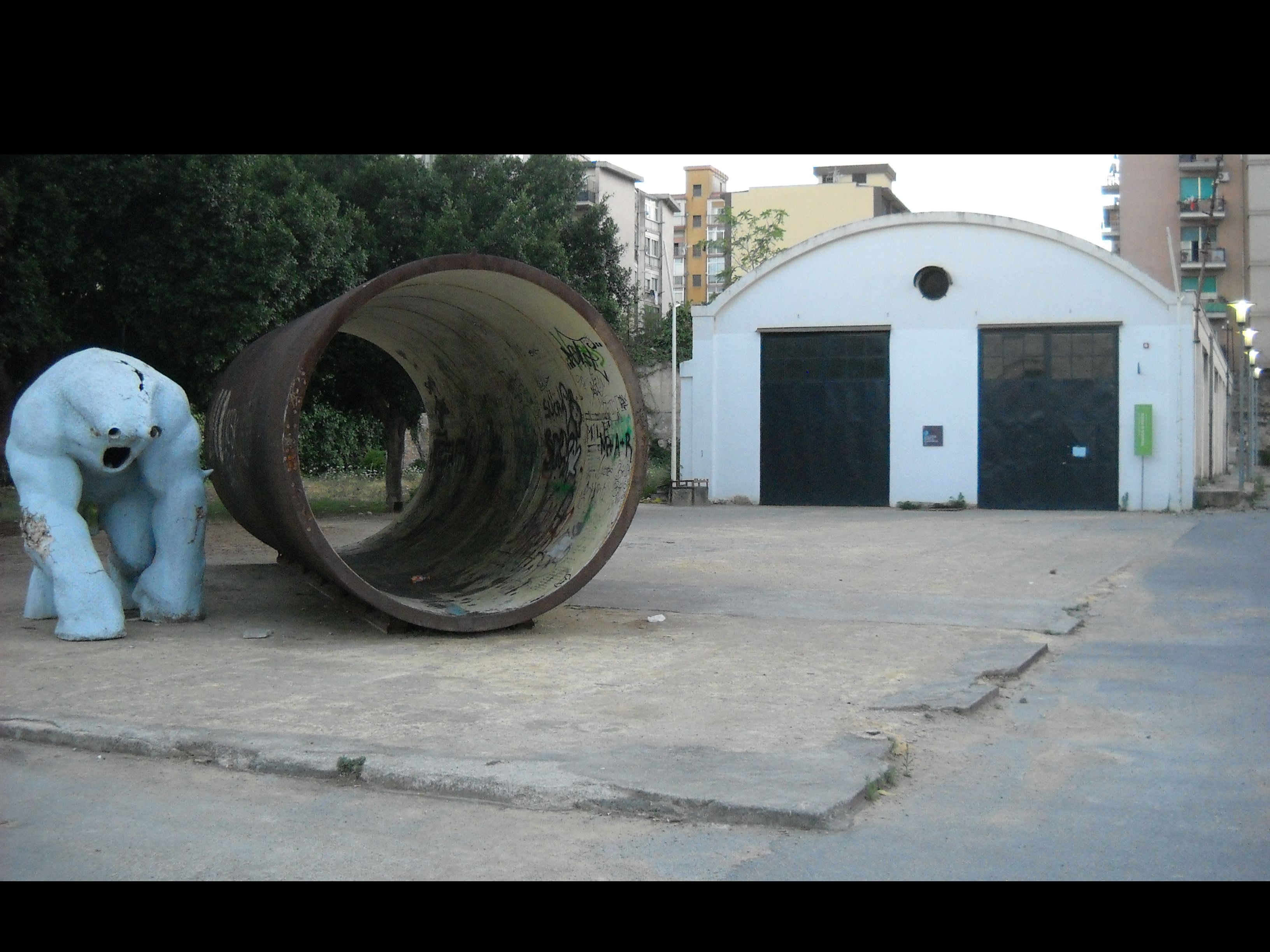
Cantieri Culturali della Zisa di Palermo: Galleria Bianca ed installazioni "open air".
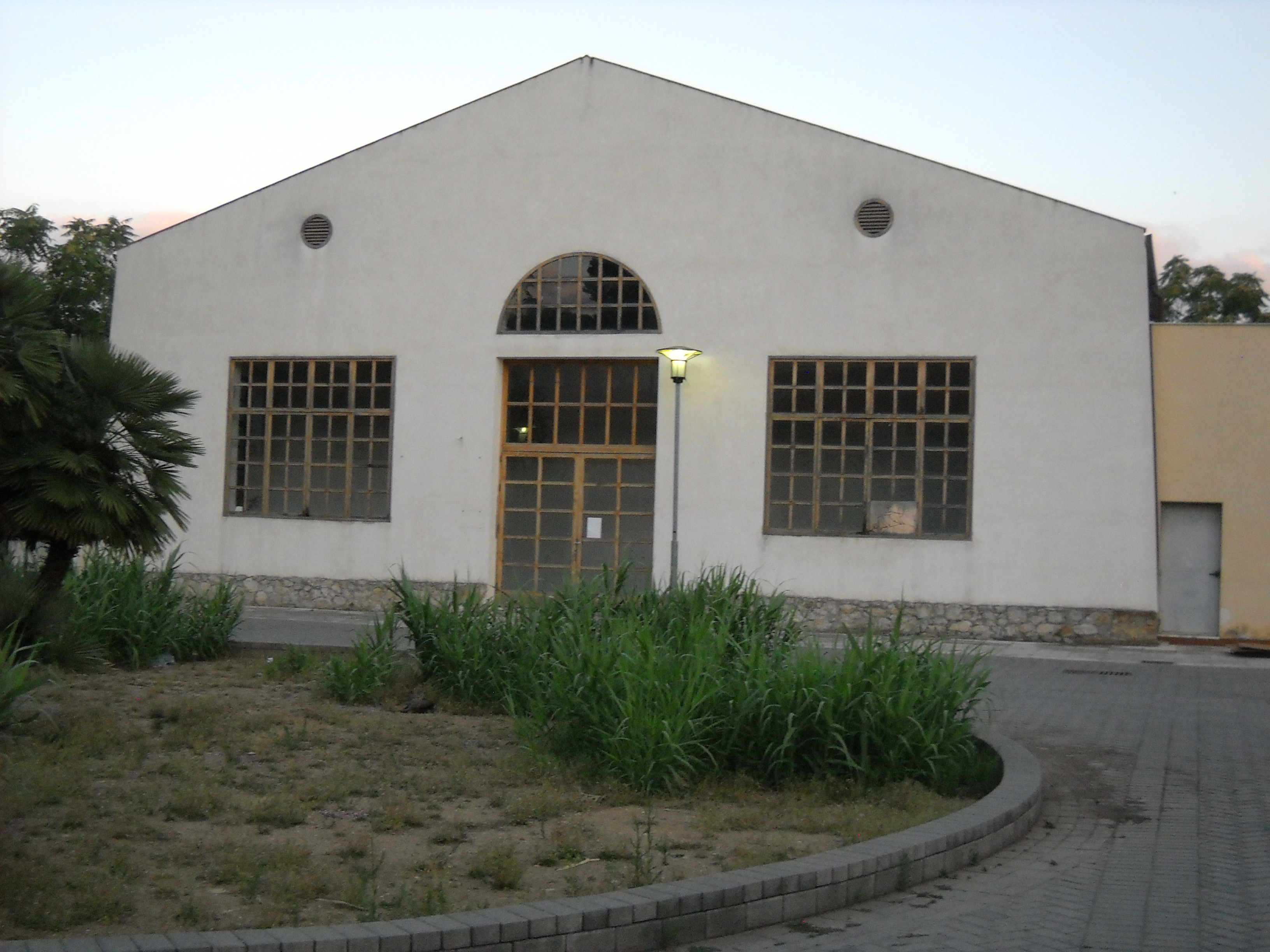
Cantieri Culturali della Zisa di Palermo: Padiglione Cinema De Seta (retro).
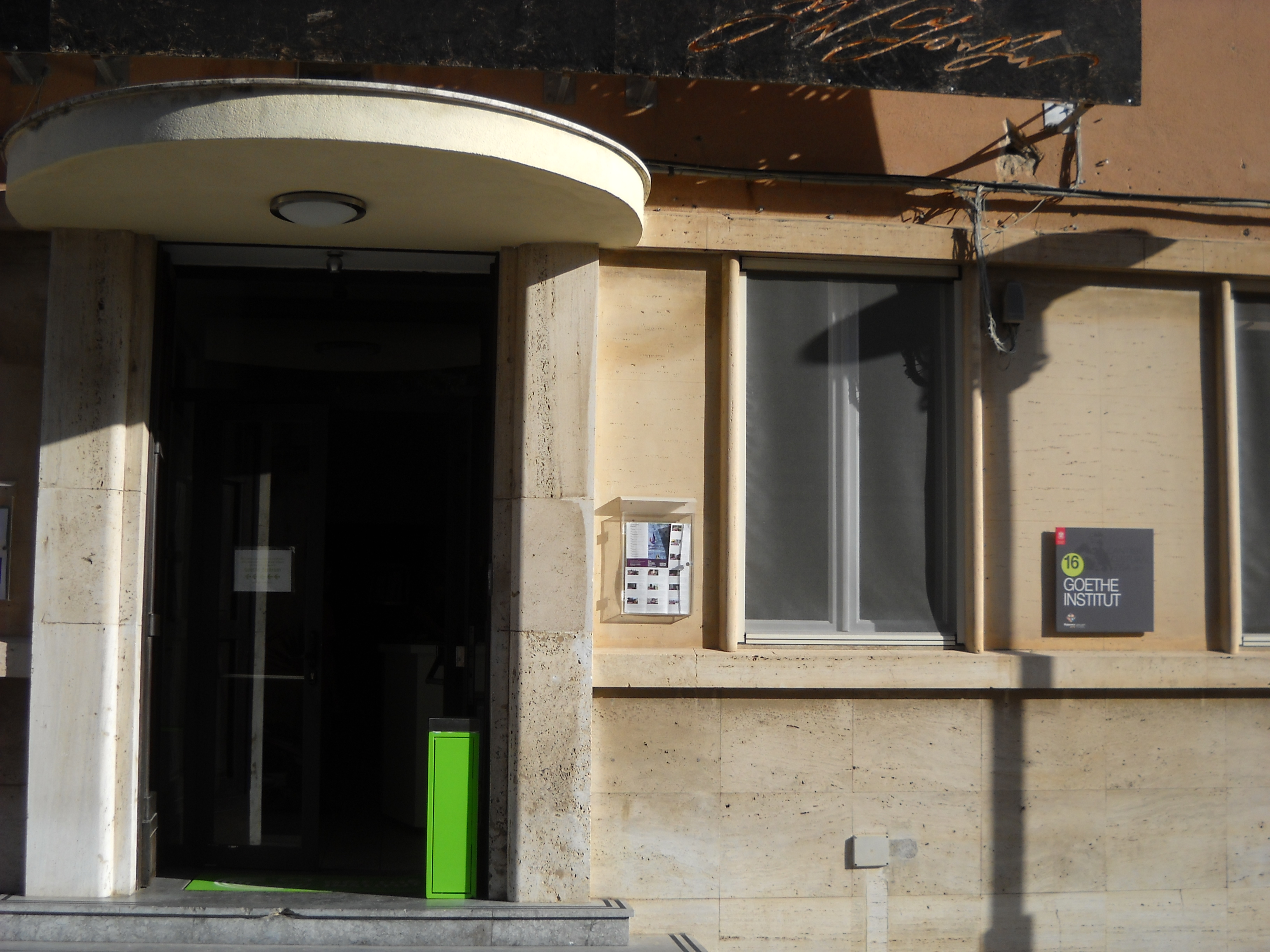
Cantieri Culturali della Zisa di Palermo: Sede del Goethe Institut de Palermo.
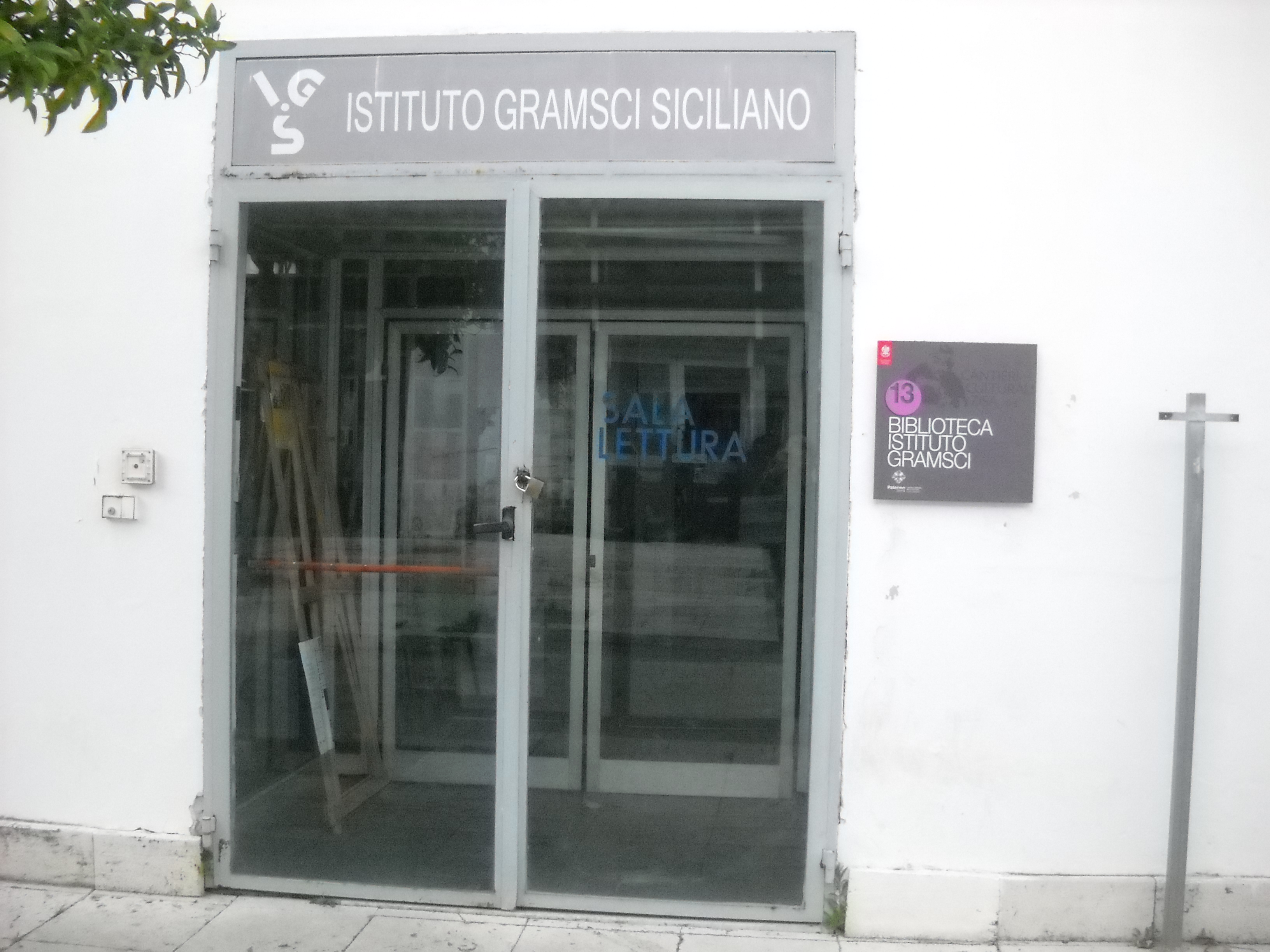
Cantieri Culturali della Zisa di Palermo: Sede dell'Istituto Gramsci siciliano.
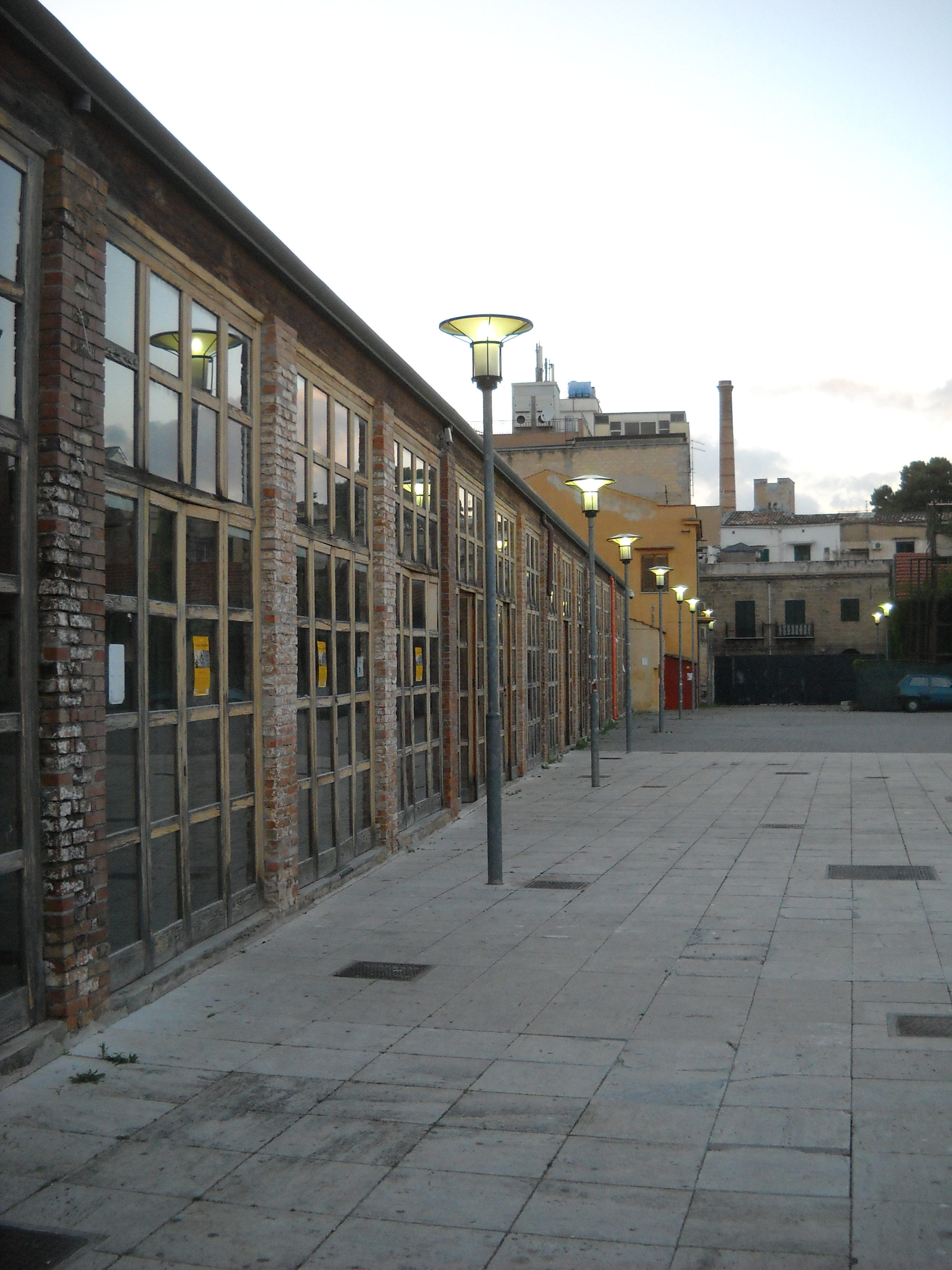
Cantieri Culturali della Zisa di Palermo: Botteghe Artigiane.